# Indicazione (medicina)
In medicina, indicazione è un termine che descrive i motivi per cui risulta appropriato, o indicato, usare un certo farmaco o procedura. Il termine deriva dal latino e indica un consiglio o una raccomandazione, scritto o orale.
Più in specifico, le indicazioni di una medicina designano gli impieghi stabiliti per quest'ultimo dalla ricerca scientifica, e convalidati dalle autorità sanitarie nazionali. Le indicazioni non soltanto riguardano la terapia da adottare per la patologia esistente ma possono anche prevenire il risorgere di nuove manifestazioni simili o di ricadute. 
All'opposto di tale terminologia esistono anche le controindicazioni, per le quali l'uso della medicina è sconsigliato.